# Plata cortada

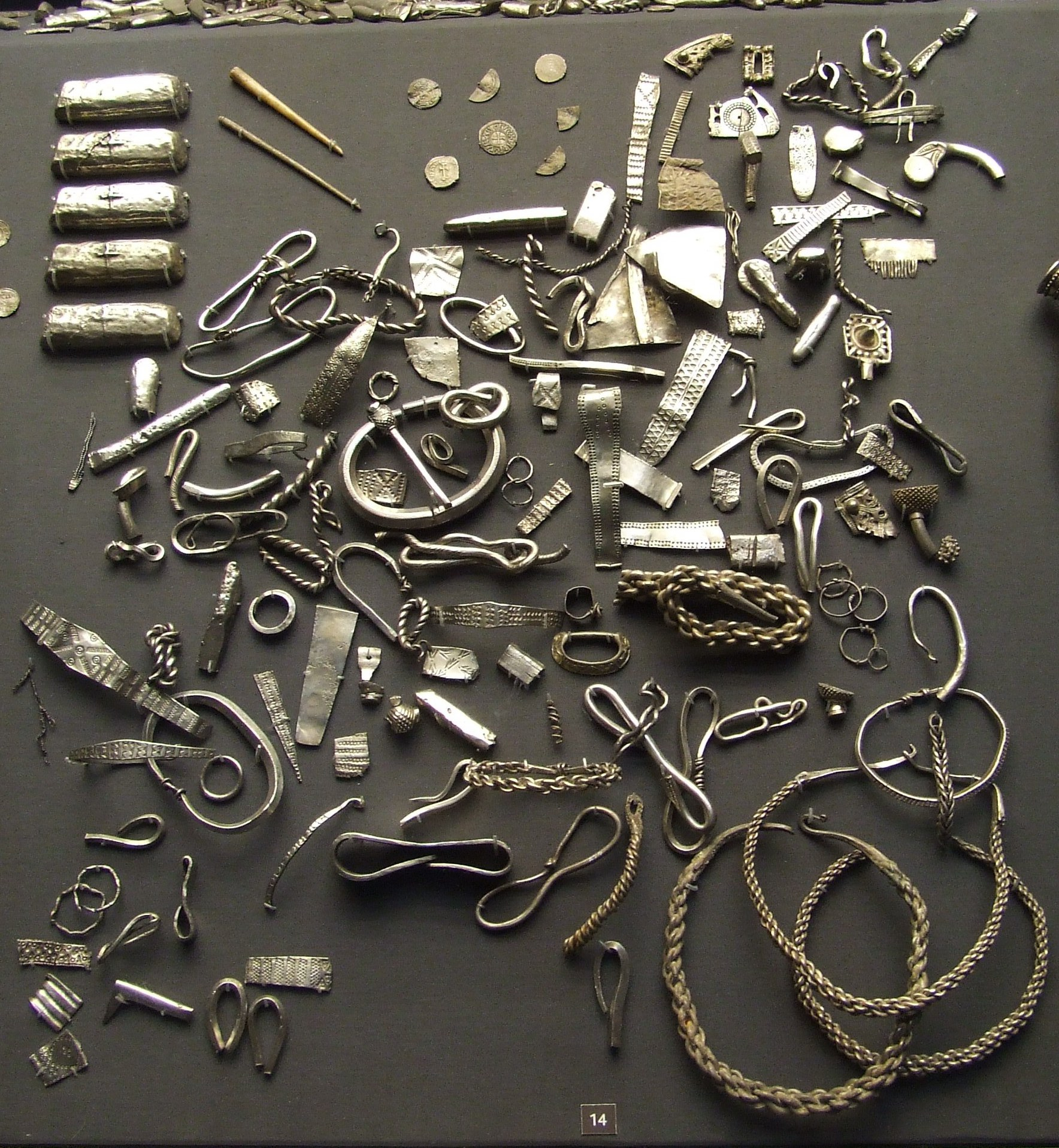
Tesoro vikingo mixto de Cuerdale, depositado en Inglaterra antes de c. 910, contiene también 8.600 monedas, además de lingotes y piezas de joyería y otros.

La plata cortada o plata cizallada, a veces llamada hacksilber es una premoneda formada primitivamente por lingotes amorfos de plata que ya era utilizada en la Antigua Mesopotamia. Aunque podía pesarse para encontrar su valor de intercambio, el nivel de pureza era difícil de evaluar.
Ya en la Edad Media, consistía en fragmentos de piezas de plata cortada y doblada que se utilizaban como lingotes o como moneda al peso. En numismática, es frecuente la utilización del término específico alemán Hacksilber, vinculado a la práctica histórica de intercambiar monedas de plata cortada. Aunque ilegal, esta práctica de la plata cortada era habitual en la Edad Media, debido a la necesidad de pequeñas sumas y a la falta de estandarización de las monedas.

## Tesoros de plata cortada

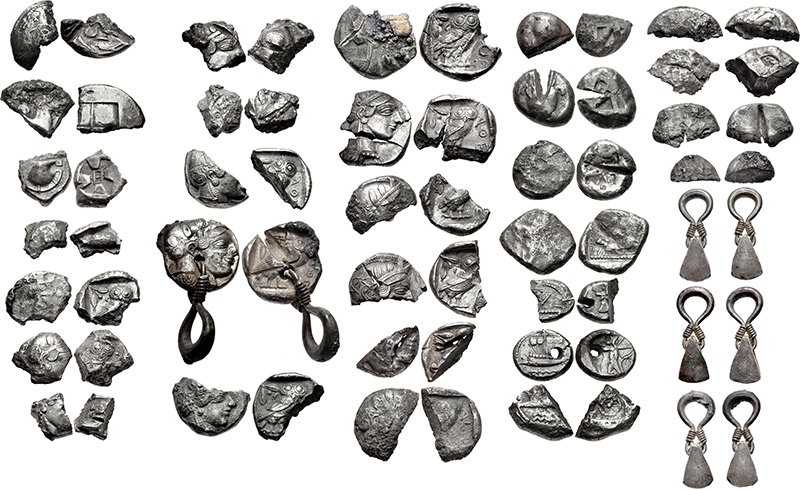
Plata cortada oriental del Levante aqueménida, donde hay joyas y monedas griegas, 425-420 a. C. Formaban parte de la acuñación aqueménida.

Tesoros de plata cortada han sido descubiertos tanto de la Antigüedad anterior como posterior a la acuñación de monedas, tanto en Oriente Próximo como en Europa. El Corpus cisjordano (c. 1200-586 a. C.) es la mayor concentración identificada de atesoramientos de plata cortada anterior a la época de la acuñación de moneda. Proporciona una evidencia clave de las raíces fenicias y del Próximo Oriente del desarrollo y la proliferación de las primeras monedas de plata en el mundo griego y la tradición occidental.
La adopción generalizada de las monedas de plata griegas hacia el 480 a. C. parece haberse desarrollado primero a partir de las relaciones de cooperación entre griegos y fenicios, y después, en parte, como una respuesta competitiva y de consolidación cultural a la anterior expansión y dominio fenicios del comercio de la plata, que se había llevado a cabo mediante plata cortada. Dentro del Corpus cisjordano, se produce una concentración de tesoros escondidos de plata en una parte del sur de Fenicia que en la Antigüedad se consideraba como el territorio de las tribus shardanas de los pueblos del mar, asociados con Cerdeña. 
Thompson, en sus análisis de las piezas de plata cortada, relaciona esta evidencia textual con proporciones de isótopos de plomo que tienen firmas minerales que coinciden con los minerales sardos. Se trata de la primera prueba material reconocida que vincula a las dos regiones en este periodo crítico de la historia. Los mismos tesoros de plata cortada han proporcionado la primera prueba de procedencia reconocida de un contacto de gran alcance entre Europa y Asia relacionado con el tráfico prehistórico de metales.

## Edad Media

Expansión de época vikinga, del siglo VIII al XI; las rutas comerciales e incursiones están marcadas en verde.

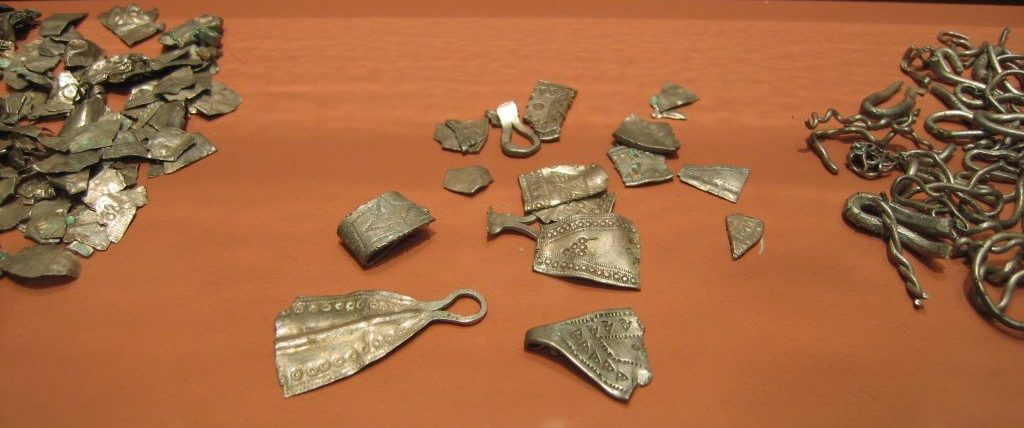
Plata cortada del período medieval. Museo de Historia de Hamburgo, Alemania.

La plata cortada era común entre los pueblos nórdicos o vikingos, tanto en sus incursiones como en el comercio. Es posible que los romanos también utilizaran la plata cortada para sus relaciones con las tribus pictas.
Se encontró una balanza vikinga con pesas en la isla de Gigha. La plata cortada puede proceder de vajillas de plata romana o bizantina, de platos de iglesias y de objetos de plata como relicarios o cubiertas de libros. También de joyas de diversas procedencias. Los tesoros suelen incluir una mezcla de plata cortada, monedas, lingotes y pequeñas piezas completas de joyería.

## Importantes tesoros de plata cortada
- Tesoro de Traprain Law, del siglo IV o siglo V, consta de cuatro monedas de plata y más de 24 kilos de vajilla de plata de época romana tardía cortada en rodajas, en gran parte de muy alta calidad. No está claro si se trata de objetos entregados por los romanos a los ocupantes pictos del lugar o si son producto de incursiones en la Britania romana.
- Tesoro del valle de York o de harrogate, incluye 617 monedas de plata y plata cortada.
- Tesoro de Cuerdale, incluye 8.600 piezas, monedas de plata y plata cortada.[6]
- Tesoro de Skaill, el mayor tesoro de plata de la Edad Vikinga hallado en Escocia, consta de más de 100 piezas, entre joyas, algunas monedas y plata cortada variada. El tesoro está datado entre 950 y 970.[7][8]
- Tesoro de Penrith, formado por broches penanulares del periodo vikingo, aunque, un tesoro independiente hallado muy cerca incluye muchas piezas de plata cortada.
- Tesoros fenicios meridionales de plata cortada del Corpus cisjordano.Hallados en Ein Hofez, Tell Keisan, Dor y Acre.[9]